# FFmpeg
FFmpeg là một dự án phần mềm mã nguồn mở và miễn phí, bao gồm một bộ thư viện lớn và chương trình để xử lý video, âm thanh cũng như các tệp và luồng đa phương tiện. FFmpeg được thiết kế để xử lý dựa trên giao diện dòng lệnh đối với các tệp video và âm thanh, được sử dụng rộng rãi để chuyển mã định dạng, chỉnh sửa cơ bản (cắt và nối), chia tỷ lệ video, hiệu ứng hậu kỳ video và tuân thủ các tiêu chuẩn (SMPTE, ITU).

## Kế hoạch phát hành
Khoảng 6 tháng một lần, dự án FFmpeg sẽ thực hiện một bản phát hành mới. Giữa các bản phát hành chính sẽ xuất hiện các bản sửa lỗi quan trọng nhưng không có tính năng mới. Lưu ý rằng các bản phát hành này dành cho các nhà phân phối và tích hợp hệ thống. Người dùng muốn tự biên dịch từ nguồn được khuyến khích sử dụng nhánh phát triển, đây là phiên bản duy nhất mà các nhà phát triển FFmpeg tích cực làm việc. Các nhánh phát hành chỉ chọn các thay đổi được chọn từ nhánh phát triển, do đó nhận được các bản sửa lỗi nhiều hơn và nhanh hơn, như các tính năng bổ sung và các bản vá bảo mật.